# Campeonato de Oceanía de Judo de 1998
El XVI Campeonato de Oceanía de Judo se celebró en Apia (Samoa) entre el 1 y el 2 de junio de 1998 bajo la organización de la Unión de Judo de Oceanía.
En total se disputaron dieciséis pruebas diferentes, ocho masculinas y ocho femeninas.

## Resultados

### Masculino
| Evento            | Oro                          | Plata                            | Bronce                                                 |
| ----------------- | ---------------------------- | -------------------------------- | ------------------------------------------------------ |
| –60 kg            | Adrian Robertson Australia   | Martin Klimiuk Australia         | Brendon Crooks Nueva Zelanda                           |
| –66 kg            | Andrew Collett Australia     | Heath Young Australia            | Ben Pilley Nueva Zelanda Michael Bielby Australia      |
| –73 kg            | Tom Hill Australia           | Danny Fagan Australia            | Lyndsay Reid Nueva Zelanda Chad Acciari Australia      |
| –81 kg            | Tim Slyfield Nueva Zelanda   | Daniel Kelly Australia           | Morgan Endicott-Davies Australia Steven Hill Australia |
| –90 kg            | Robert Ivers Australia       | Matthew Hill Australia           | Robert Levy Nueva Zelanda Gavin Kelly Australia        |
| –100 kg           | Daniel Gowing Nueva Zelanda  | Daniel Rusitovic Australia       | Richard Ale Samoa Martin Kelly Australia               |
| +100 kg           | Calvyn Snelgar Nueva Zelanda | Jason Goddard Australia          | K. Fausia Samoa                                        |
| Categoría abierta | Nacanieli Qerewaqa Fiyi      | Morgan Endicott-Davies Australia | Calvyn Snelgar Nueva Zelanda Gavin Kelly Australia     |

### Femenino
| Evento            | Oro                        | Plata                        | Bronce                       |
| ----------------- | -------------------------- | ---------------------------- | ---------------------------- |
| –48 kg            | Tammy Acciari Australia    | Sharon Milligan Australia    | Julia Serrano Australia      |
| –52 kg            | Angela Raguz Australia     | Celeste Barrington Australia | Michelle Olsen Nueva Zelanda |
| –57 kg            | Jadranka Raguz Australia   | Angela Deacon Australia      | Yvonne Mitchell Australia    |
| –63 kg            | Carly Dixon Australia      | Kylie Koenig Australia       | Dawn Murten Australia        |
| –70 kg            | Catherine Arlove Australia | Natalie Galea Australia      | Mary Warren Nueva Zelanda    |
| –78 kg            | Sisilia Nasiga Fiyi        | Natalie Jenkinson Australia  | Anne Medil Australia         |
| +78 kg            | Laisa Laveti Fiyi          | Caroline Curren Australia    | Fiona Iredale Nueva Zelanda  |
| Categoría abierta | Catherine Arlove Australia | Laisa Laveti Fiyi            | Fiona Iredale Nueva Zelanda  |

## Medallero
| Núm. | País          | Oro | Plata | Bronce | Total |
| ---- | ------------- | --- | ----- | ------ | ----- |
| 1    | Australia     | 10  | 15    | 11     | 36    |
| 2    | Fiyi          | 3   | 1     | 0      | 4     |
| 3    | Nueva Zelanda | 3   | 0     | 9      | 12    |
| 4    | Samoa         | 0   | 0     | 2      | 2     |
|      | TOTAL         | 16  | 16    | 22     | 54    |